# Acunaeanthus tinifolius
Acunaeanthus tinifolius är en måreväxtart som först beskrevs av August Heinrich Rudolf Grisebach, och fick sitt nu gällande namn av Attila L. Borhidi. Acunaeanthus tinifolius ingår i släktet Acunaeanthus och familjen måreväxter. Inga underarter finns listade i Catalogue of Life.